# گیت پرانتز
گیت پرانتز (انگلیسی: Geit Prants؛ زادهٔ ۷ فوریهٔ ۱۹۸۲) بازیکن فوتبال اهل استونی است.
وی همچنین در تیم ملی فوتبال Estonia بازی کرده‌است.